# اعیان‌نشین شدن

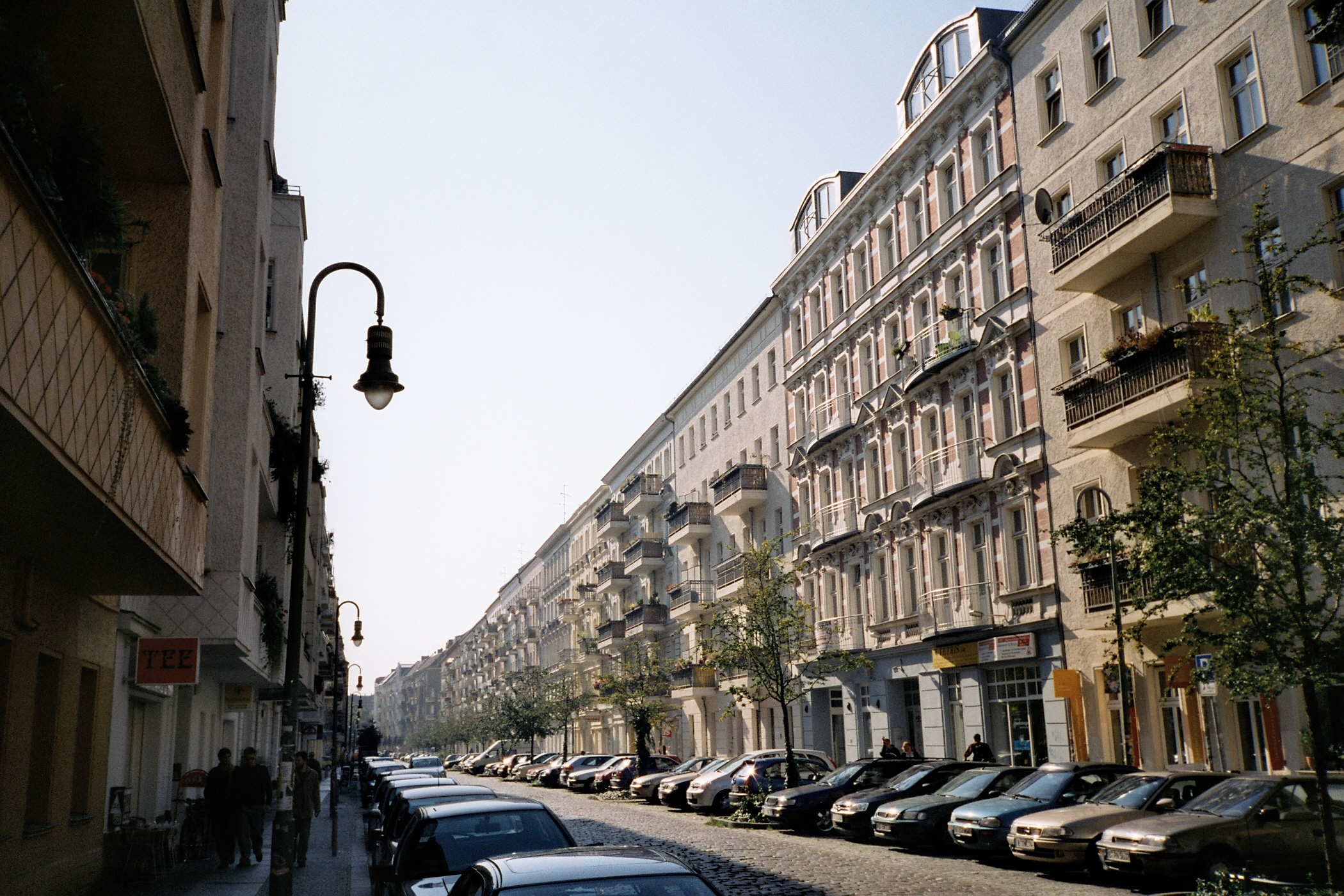
خیابان ماینتزر برلین. نمونه‌ای از اعیان‌نشین شدن محلات.

اعیان‌نشین شدن یا اعیانی‌سازی (به انگلیسی: gentrification)
فرایندی است که در آن محله‌ای قدیمی یا فقیرنشین در یک شهر به محلهٔ طبقهٔ متوسط تبدیل می‌شود.
در این فرایند خانواده‌هایی از طبقات متوسط و مرفه جایگزین قشرهای محروم در محلات مرکزی و تاریخی شهر شده و به بهسازی و مرمت مسکن‌ها می‌پردازند. در این روند خانه‌ها در محله‌های فقیر به بهای ارزان خریداری و بازسازی می‌شود.

## پیشینه
نمودهای اولیهٔ فرایند اعیانی‌شدن در دههٔ ۱۹۶۰ در معدودی از کلان‌شهرهای پیش‌رفتهٔ سرمایه‌داری مشاهده شد. خود این اصطلاح را روث گلَس (Ruth Glass) در سال ۱۹۶۴ وضع کرد تا جابه‌جاشدگیِ طبقاتی ناشی از سیاست‌های مسکن شهری مدرن در لندن را شرح دهد. ماجرا با جابه‌جاکردنِ کارگران کم‌درآمد ساکن مرکز یا درونِ شهر با خانوارهای طبقات متوسط و فرادست آغاز شد که از حومهٔ شهر یا دیگر بخش‌های آن می‌آمدند. این گرایش پس از سال ۱۹۷۰ در شهرهای بزرگ‌تر و قدیمی‌ترِ کشورهای پیش‌رفتهٔ سرمایه‌داری بیش‌تر دیده شد. خیلی‌ها سرمایه‌یِ مالی جهانی‌شده را مروج و تنظیم‌گر موج تازه‌تر گسترش این پدیده در جنوب جهان قلمداد می‌کنند.